# Djupedalsleitet
Djupedalsleitet är ett bergspass i Antarktis. Det ligger i Östantarktis. Norge gör anspråk på området. Djupedalsleitet ligger 2 440 meter över havet.
Terrängen runt Djupedalsleitet är kuperad åt nordväst, men åt sydost är den platt. Trakten är obefolkad. Det finns inga samhällen i närheten. 